# Hermenêutica
Hermenêutica é, em filosofia e filologia, a metodologia da interpretação de textos, isto é, da comunicação  verbal escrita; secundariamente, também se refere à comunicação não  verbal.  Quem pratica a hermenêutica é chamado hermeneuta.
Tradicionalmente, a hermenêutica refere-se ao estudo da interpretação de textos escritos, especialmente nas áreas de literatura, religião e direito. Todavia, contemporaneamente, a hermenêutica  engloba não apenas textos escritos, mas também tudo o que está envolvido no processo interpretativo. Isso inclui formas verbais e não verbais de comunicação, assim como aspectos que afetam a comunicação: proposições, pressupostos, significados, filosofia da linguagem e semiótica. A hermenêutica filosófica refere-se principalmente à teoria do conhecimento de Hans-Georg Gadamer, desenvolvida em sua obra Verdade e Método (Wahrheit und Methode), e algumas vezes a Paul Ricoeur.
Como metodologia de interpretação, trata dos problemas que surgem quando se está lidando com ações humanas dotadas de significado e com produtos dessas ações, principalmente textos. Como disciplina metodológica, oferece um instrumental para tratar de maneira eficiente problemas de interpretação das ações humanas, textos e outros materiais significativos.
Consistência hermenêutica refere-se a uma explicação coerente, na análise de textos. Uma hermenêutica (no singular) diz respeito a um método ou vertente de interpretação.

## Origem do termo
O termo "hermenêutica" provém do verbo grego "hermēneuein" e significa "declarar", "anunciar", "interpretar", "esclarecer" e, por último, "traduzir". Significa que alguma coisa é "tornada compreensível" ou "levada à compreensão".
O termo deriva do nome do deus da mitologia grega Hermes, o mensageiro dos deuses, a quem os gregos atribuíam a origem da linguagem e da escrita, e considerado o patrono da comunicação e do entendimento humano. O certo é que este termo originalmente exprimia a compreensão e a exposição de uma sentença "dos deuses", a qual precisa de uma interpretação para ser apreendida corretamente.
Encontra-se desde antes do século II A.C o uso do termo no sentido de uma interpretação correta e objetiva da Bíblia. Spinoza é um dos precursores da hermenêutica bíblica.
Outros dizem que o termo "hermenêutica" deriva do grego "ermēneutikē" que significa "ciência", "técnica" que tem por objeto a interpretação de textos poéticos ou religiosos, especialmente da Ilíada e da Odisseia; "interpretação" do sentido das palavras dos textos; "teoria", ciência voltada à interpretação dos signos e de seu valor simbólico.
Hermes é tido como patrono da hermenêutica por ser considerado patrono da comunicação e do entendimento humano.

## Conceito

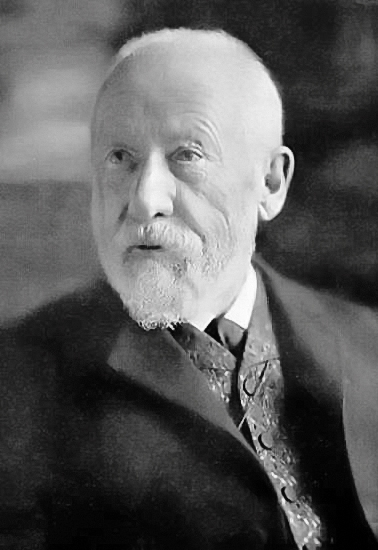
Wilhelm Dilthey

Com Friedrich Schleiermacher (1768-1834), no início do século XIX, a hermenêutica recebe uma reformulação, pela qual ela definitivamente entra para o âmbito da filosofia. 
Em seus projetos de hermenêutica, coloca-se uma exigência significativa: a exigência de estabelecer-se uma hermenêutica geral, compreendida como uma teoria geral da compreensão. A hermenêutica geral deveria ser capaz de estabelecer os princípios gerais de toda e qualquer compreensão e interpretação de manifestações lingüísticas. Onde houvesse linguagem, ali aplicar-se-ia sempre a interpretação. E tudo o que é objeto da compreensão é linguagem (Hermeneutik, 56). Esta afirmação, entretanto, mostra todas as suas implicações quando se lhe justapõe esta outra tese de Schleiermacher: “A linguagem é o modo do pensamento tornar-se efetivo. Pois, não há pensamento sem discurso. (...) Ninguém pode pensar sem palavras.”(Hermeneutik und Kritik, 77) Ao postular a “unidade de pensamento e linguagem”(ibidem), a tarefa da hermenêutica se torna universal e abarca a totalidade do que importa ao humano. A hermenêutica, então, é uma análise da compreensão “a partir da natureza da linguagem e das condições basilares da relação entre o falante e o ouvinte” (Akademienrede, 156). 
Quatro distinções básicas foram estabelecidas por Scheleiermacher.
Primeiro, a distinção entre compreensão gramatical, a partir do conhecimento da totalidade da língua do texto ou discurso, e a compreensão técnica ou psicológica, a partir do conhecimento da totalidade da intenção e dos objetivos do autor. Segundo, a distinção entre compreensão divinatória e comparativa:
- Compreensão comparativa: apoia-se em uma multiplicidade de conhecimentos objetivos, gramaticais e históricos, deduzindo o sentido a partir do enunciado.
- Compreensão divinatória: significa uma adivinhação imediata ou apreensão imediata do sentido de um texto.

Essas distinções apontam para aspectos da compreensão superior que se dá pela sua integração.
Posteriormente, com os trabalhos de Droysen e Dilthey, o procedimento hermenêutico se tornou a metodologia da ciências humanas. Os eventos da natureza devem ser explicados, mas a história, os eventos históricos, os valores e a cultura devem ser compreendidos. (Wilhelm Dilthey é primeiro a formular a dualidade de "ciências da natureza e ciências do espírito", que se distinguem por meio de um método analítico esclarecedor e um procedimento de compreensão descritiva.) Compreensão é apreensão de um sentido, e sentido é o que se apresenta à compreensão como conteúdo. Só podemos determinar a compreensão pelo sentido e o sentido apenas pela compreensão.
Heidegger, em sua análise da compreensão, diz que toda compreensão apresenta uma "estrutura circular". "Toda interpretação, para produzir compreensão, deve já ter compreendido o que vai interpretar". 
O cerne da teoria de Heidegger está, todavia, na ontologização da compreensão e da interpretação como aspectos do ser do ente que compreende o ser, o "Dasein".

## Estruturas básicas da compreensão
- Estrutura de horizonte: o conteúdo singular é apreendido a partir da totalidade de um contexto de sentido, que é pré-apreendido e co-apreendido.
- Estrutura circular: a compreensão acontece a partir de um movimento de ir e vir entre pré-compreensão e compreensão da coisa, como um acontecimento que progride em forma de espiral, na medida em que um elemento pressupõe outro e ao mesmo tempo faz com que se possa ir adiante.
- Estrutura de diálogo: a compreensão sempre é apreensão do estranho e está aberta à modificação das pressuposições iniciais diante da diferença produzida pelo outro (o texto, o interlocutor).
- Estrutura de mediação: a compreensão visa um dado que se dá por si mesmo, mas a sua apreensão se faz pela mediação da tradição e da linguagem.

Os costumes, cultura e etnias são alguns dos aspectos fundamentais para se ter uma legítima interpretação do texto.

## Explicação e compreensão
Segundo Wilhelm Dilthey, estes dois métodos estariam opostos entre si: explicação (próprio das ciências naturais) e compreensão (próprio das ciências do espírito ou ciências humanas):
"Esclarecemos por meio de processos intelectuais, mas compreendemos pela cooperação de todas as forças sentimentais na apreensão, pelo mergulhar das forças sentimentais no objeto."
Paul Ricoeur visa superar esta dicotomia. Para ele, compreender um texto é encadear um novo discurso no discurso do texto. Isto supõe que o texto seja aberto. Ler é apropriar-se do sentido do texto. De um lado não há reflexão sem meditação sobre os signos; do outro, não há explicação sem a compreensão do mundo e de si mesmo.

### Precursores notáveis
- Johann August Ernesti[8]
- Johann Gottfried Herder[9]
- Friedrich August Wolf[10]
- Georg Anton Friedrich Ast[10]